# Парламентские выборы в Индии (1930)
Парламентские выборы 1930 года состоялись в Британской Индии в сентябре 1930 в обстановке глубокой апатии со стороны общества. Индийский национальный конгресс бойкотировал эти выборы. Первая сессия вновь избранного Центрального Законодательного собрания состоялась 14 января 1931 года.